# 瓦爾特·內林

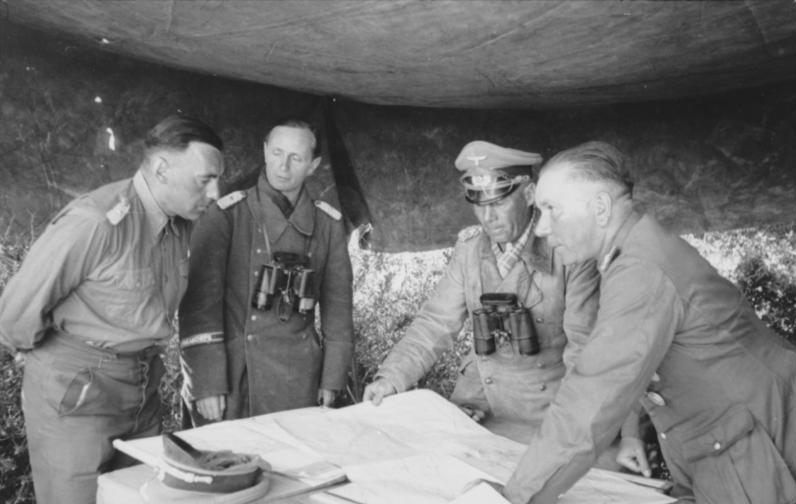
1942年4月北非，从左到右：瓦爾特·內林上将、弗里茨·拜尔莱因中将、埃尔文·隆美尔元帅、齐格弗里德·威斯特法尔上将

瓦爾特·内林（德語：Walther Nehring，1892年8月15日—1983年4月20日），是德國在第二次世界大戰中之上將，他在埃爾溫·隆美爾元帥的屬下任非洲軍司令，並負重傷（重傷勳章金一級）。
波蘭戰役時，内林在坦克名將海因茨·古德里安麾下參與戰鬥。1942年5月起，内林奉派至非洲軍領軍作戰，並參與阿萊曼戰役(1942年8月31日-9月7日)，他也因此這場戰役遭到空襲負傷；11月至12月，他帶傷繼續指揮德軍的突尼西亞戰役。 
北非戰役結束後，他被調派至東戰場對俄國作戰；起先他統領德國第24裝甲軍，1944年7月起改為統領第4裝甲軍團，1945年3月大戰結束前二個月，改派他統領第1裝甲軍團。
他于1945年5月9日在波西米亚的布德維斯（今捷克共和国捷克布杰约维采）被美国人俘虏，并于1948年5月31日获释。内林撰写了战争史著作，为美国有关第二次世界大战的战争史学的准备做出了贡献。
1949年，内林和古德里安加入西普鲁士故土协会，自愿工作并撰写有关西普鲁士的文章。他在杜塞尔多夫的德国汽车运输公司担任人事经理，他还是莱茵-鲁尔俱乐部的成员，并在该俱乐部的董事会任职多年。
他从1964年起撰写了多本军事历史书籍（包括《1916年至1945年德国坦克武器的历史》）），1955年，在西德准备重建德国联邦国防军时，他以顾问的身份加入基民盟国防委员会。1973年7月27日，他被授予一级联邦功绩十字勋章。

## 獎章
- 重傷勳章金一級
- 「坦克軍勳章」銀級
- 非洲軍團勳章
- 銀制勇敢勳章
- 鐵十字勳章一級及二級
- 橡葉騎士佩寶劍鐵十字勳章
  - 騎士鐵十字勳章（1941年7月24日）
  - 加「橡葉」(1944年2月8日，第383位）
  - 加「寶劍」(1945年1月22日，第124位）
- 德軍戰史紀念人物
- 聯邦十字勳章一級（1973年7月27日）

## 著作
- 《战车奔赴前线！ 国外战车的历史和现代发展》（Kampfwagen an die Front! Geschichtliche und neuzeitliche Entwicklung des Kampfwagens im Auslande. Verlag Johannes Detke, Leipzig 1934.）
- 《明天的军队，对国外军事机动化问题的贡献》（Heere von morgen. Ein Beitrag zur Frage der Heeresmotorisierung des Auslandes. Voggenreiter Verlag, Potsdam 1935.）
- 《德国坦克武器的历史，1916年至1945年》（Die Geschichte der deutschen Panzerwaffe. 1916–1945. Propyläen-Verlag, Berlin 1969. Motorbuch Verlag 2000, ISBN 978-3-87943-320-9.）